# Иларион Зографски
Иларион е български духовник от ранното Българско възраждане, игумен на Зографския манастир от 1849 до 1855 година.

## Биография
Иларион е роден в голямото мияшко село Лазарополе. От 1838 до 1849 година е игумен на Каприянския манастир в Молдова, който потова време е метох на българския Зографски манастир. По време на игуменството си в манастира, в 1840 година построява бароковата църква „Свети Георги“. След това е игумен на Зографския манастир от 1849 - 1855 година. Спомосъществовател е на „Введение във всеобщата история“, преведена от руски от Атанас Чолаков Хилендарец в 1851 година и на „Кратко описание за св. православна гора Атонска“ на Антоний Хилендарец от 1853 година.